# Détroit de Jacques-Cartier
Détroit de Jacques-Cartier är ett sund i Kanada.   Det ligger i provinsen Québec, i den östra delen av landet, 1 000 km nordost om huvudstaden Ottawa.